# Citroën XM
El Citroën XM es un automóvil de turismo del segmento E producido por el fabricante francés Citroën entre 1989 y 2000. Citroën vendió 333 405 unidades de este modelo durante los 11 años en que fue producido. El XM fue elegido en 1990 como el Coche del Año en Europa, ganando además otros 14 premios.

## Historia

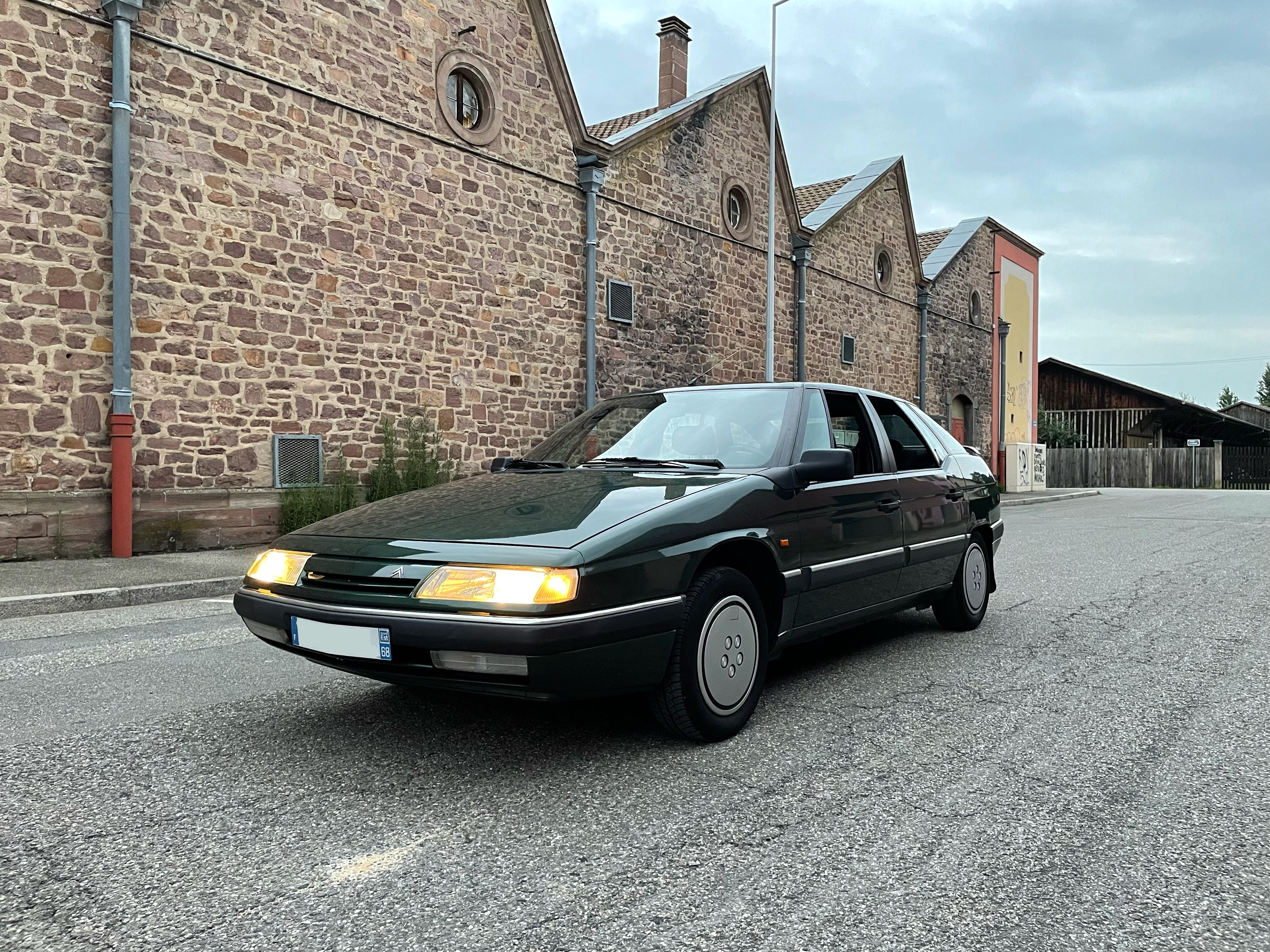
Versión Présence

Lanzado al mercado el 23 de mayo de 1989, el XM es una versión moderna del Big Citroën, reemplazante del Citroën CX. A partir de esa fecha se vendió inicialmente en Francia y en octubre de 1989 se inició su venta en versiones con volante al costado derecho para el Reino Unido.
La versión familiar del XM, denominada Break, fue estrenada a inicios de 1991, en momentos que todavía seguía en producción la versión familiar del CX.
El XM heredó una leal cartera global de clientes de clase ejecutiva con una clara imagen corporativa, pero que no disfrutó del éxito comercial y del estatus icónico que tuvieron sus predecesores CX y DS, quienes tecnológicamente se pusieron por encima de otros fabricantes automotores generalistas.
El esbelto y bien proporcionado diseño de Bertone, es la conclusión del diseño de Gandini para el BX. Su aspecto se inspiró en gran medida en el Citroën SM de los años 1970, el cual tenía una estética similar, aunque más rica en líneas rectas además de estar diseñado para satisfacer altos números de producción a un bajo costo.
En este modelo hubo muchos avances, la mayoría aparentemente destinados a contrarrestar las críticas al ya clásico CX. El CX se inclinaba mucho en las curvas, por lo que en el XM se desarrolló un sistema de suspensión electrónica; además, la carrocería del CX se oxidaba, por lo que la del XM fue galvanizada parcialmente (muchos de los XM en la actualidad tienen muy poca corrosión). También fue importante el avance en cuanto al n.º de cilindros del motor, ya que el CX solo se ofrecía con motores de cuatro cilindros (de hasta 168 CV en el modelo GTI turbo), mientras que el XM se lanzó desde el principio con motores de cuatro cilindros y un motor 3.0 L V6, el primer motor de este tipo en un Citroën desde el motor de Maserati para el SM en 1970.
Durante sus 10 años de carrera comercial el XM sufrió varios cambios, aunque el más importante es el que tuvo lugar en 1994, con un rediseño del interior, algunos detalles exteriores de la carrocería y cambios en algunas mecánicas, pasando a ser llamado XM serie 2 (Y4).
La segunda edición del modelo sufrió algún retoque estético exterior, además de hacer el puesto de conducción algo más ergonómico. Hubo mejoras en los acabados interiores y en el equipamiento de seguridad de forma especial, ya que más cerca del final de la producción, apareció la disponibilidad de los airbag laterales, estando el ABS disponible desde años antes. 
El confort de marcha del Citroën XM era superlativo, con unos estupendos asientos, una excelente suspensión típica de los Citroën más lujosos, y una gran superficie acristalada. Cinco personas podían y pueden viajar con comodidad en este amplio automóvil. 
El XM comparte la plataforma comercial con el Peugeot 605 (ambos tuvieron similares problemas y la misma aceptación en el mercado). El XM se ofrecía con carrocerías liftback de cinco puertas y familiar de cinco puertas, al contrario que el 605, que existía únicamente con carrocería sedán de cuatro puertas.
Este modelo heredó una leal clientela ejecutiva a nivel mundial y una clara imagen de marca, pero solo gozó del éxito comercial y el reconocimiento de sus predecesores DS y CX, durante los primeros años de su lanzamiento. Los mercados que importaron el XM experimentaron un bajo nivel de ventas, al igual que el mercado local, después de los problemas eléctricos que hicieron del XM un modelo más conocido aún. El XM menos costoso era un 50% más caro en su lanzamiento respecto al CX. A pesar de ello, se vendió bien los primeros dos años. Por desgracia, sufrió fallos eléctricos debido a un exceso de ahorro en algunos conectores eléctricos, debido a las dificultades financieras que tenía la empresa matriz en ese tiempo. Los encargados de la electricidad de este modelo, fueron despedidos inmediatamente por la empresa.
Dichos problemas se resolvieron en años posteriores al de su lanzamiento, pero la mala fama acompañaría a este vehículo hasta el final de su carrera comercial. No obstante, su calidad de realización global y fiabilidad de la mayoría de los motores pueden considerarse en muchos aspectos más que satisfactorios, especialmente en los XM serie 2, a partir de 1994. Además se modernizó el sistema de suspensión incorporando la Hidractiva II del Xantia, lo que permitía mejorar el confort y la estabilidad del vehículo. 
Con solo 333.405 unidades vendidas y la no continuidad inmediata, se puede considerar al XM como un fracaso comercial, sobre todo en mercados como el Reino Unido, donde la demanda se redujo a solo unas cuantas compras a finales de los años 90. Pero, a pesar de compartir orígenes con el Peugeot 605, el XM aún puede resurgir como auto de colección, como hicieron en su día el CX y el DS.
En 1992 se presentó un concept denominado Citroën XM V6 Turbo Limousine Palace que era una versión alargada de este.

## Motorizaciones
| Periodo                        | 1989-1992             | 1989-1992                                         | 1992-1994                                         | 1994-1999             | 1993-1994                                         | 1994-1999                                         | 1989-1997                                         | 1989-1994              | 1994-1997              | 1997-1999              |           |           |           |           |           |
| Identificación del motor       | XU10 2C               | XU10 J2                                           | XU10 J2C                                          | XU10 J4R              | XU10 J2TE                                         | XU10 J2TE                                         | ZP J                                              | ZP J4                  | ZP J4                  | ES9 J4                 |           |           |           |           |           |
| Tipo de motor                  | L4 8v, carburación    | L4 8v                                             | L4 8v, catalizador                                | L4 16v, catalizador   | L4 8v, turbo, intercooler                         | L4 8v, turbo, intercooler                         | V6 12v                                            | V6 24v                 | V6 24v                 | V6 24v                 |           |           |           |           |           |
| Diámetro x carrera             | 86.0 mm × 86.0 mm     | 86.0 mm × 86.0 mm                                 | 86.0 mm × 86.0 mm                                 | 86.0 mm × 86.0 mm     | 86.0 mm × 86.0 mm                                 | 86.0 mm × 86.0 mm                                 | 93.0 mm × 73.0 mm                                 | 93.0 mm × 73.0 mm      | 93.0 mm × 72.7 mm      | 87.0 mm × 82.6 mm      |           |           |           |           |           |
| Cilindrada                     | 1998 cm³              | 1998 cm³                                          | 1998 cm³                                          | 1998 cm³              | 1998 cm³                                          | 1998 cm³                                          | 2975 cm³                                          | 2975 cm³               | 2963 cm³               | 2946 cm³               |           |           |           |           |           |
| Relación de compresión         | 8.8: 1                | 8.8: 1                                            | 8.8: 1                                            | 10.4: 1               | 8.5: 1                                            | 8.5: 1                                            | 9.5: 1                                            | 9.4: 1                 | 9.5: 1                 | 9.5: 1                 |           |           |           |           |           |
| Potencia máxima: CV (kW) @ rpm | 115 CV (84 kW) @ 5800 | 128 CV (94 kW) @ 5600                             | 121 CV (89 kW) @ 5600                             | 132 CV (97 kW) @ 5500 | 142 CV (104 kW) @ 4400                            | 147 CV (108 kW) @ 5300                            | 167 CV (123 kW) @ 5600                            | 200 CV (147 kW) @ 6000 | 200 CV (147 kW) @ 6000 | 190 CV (140 kW) @ 5600 |           |           |           |           |           |
| Par máximo: Nm @ rpm           | 165 Nm @ 2250         | 179 Nm @ 4800                                     | 172 Nm @ 4000                                     | 180 Nm @ 4200         | 226 Nm @ 2200                                     | 235 Nm @ 2500                                     | 235 Nm @ 4600                                     | 260 Nm @ 3600          | 260 Nm @ 3600          | 267 Nm @ 4000          |           |           |           |           |           |
| Tracción                       | Delantera             | Delantera                                         | Delantera                                         | Delantera             | Delantera                                         | Delantera                                         | Delantera                                         | Delantera              | Delantera              | Delantera              | Delantera | Delantera | Delantera | Delantera | Delantera |
| Transmisión                    | Manual, 5 velocidades | Manual, 5 velocidades / Automática, 4 velocidades | Manual, 5 velocidades / Automática, 4 velocidades | Manual, 5 velocidades | Manual, 5 velocidades / Automática, 4 velocidades | Manual, 5 velocidades / Automática, 4 velocidades | Manual, 5 velocidades / Automática, 4 velocidades | Manual, 5 velocidades  | Manual, 5 velocidades  | Manual, 5 velocidades  |           |           |           |           |           |
| Peso                           | 1295 kg               | 1324 kg                                           | 1325 kg                                           | 1400 kg               | 1430 kg                                           | 1470 kg                                           | 1415 kg                                           | 1459 kg                | 1459 kg                | 1540 kg                |           |           |           |           |           |
| Aceleración 0–100 km/h         | 11.0 s                | 11.7 s                                            | 12.1 s                                            | 10.9 s                | 10.0 s                                            | 10.0 s                                            | 9.7 s                                             | 7.9 s                  | 7.9 s                  | 8.6 s                  |           |           |           |           |           |
| Velocidad máxima               | 196 km/h              | 203 km/h                                          | 199 km/h                                          | 205 km/h              | 210 km/h                                          | 213 km/h                                          | 222 km/h                                          | 235 km/h               | 235 km/h               | 235 km/h               |           |           |           |           |           |
| Consumo combinado (L/100 km)   | -                     | 8.3                                               | 9.5                                               | 8.7                   | 9.6                                               | 9.6                                               | 10.8                                              | -                      | -                      | 11.5                   |           |           |           |           |           |

| Periodo                        | 1990-1994             | 1990-1998                  | 1994-1999                  |           |           |           |           |
| Identificación del motor       | XUD11 A               | XUD11 ATE                  | DK5 ATE/L                  |           |           |           |           |
| Tipo de motor                  | L4 12v                | L4 12v, turbo, intercooler | L4 12v, turbo, intercooler |           |           |           |           |
| Diámetro x carrera             | 86.0 mm × 92.0 mm     | 85.0 mm × 92.0 mm          | 92.0 mm × 92.0 mm          |           |           |           |           |
| Cilindrada                     | 2138 cm³              | 2088 cm³                   | 2446 cm³                   |           |           |           |           |
| Relación de compresión         | 22.5: 1               | 21.5: 1                    | 21.0: 1                    |           |           |           |           |
| Potencia máxima: CV (kW) @ rpm | 83 CV (60 kW) @ 4600  | 109 CV (80 kW) @ 4300      | 129 CV (95 kW) @ 4300      |           |           |           |           |
| Par máximo: Nm @ rpm           | 147 Nm @ 2000         | 255 Nm @ 2000              | 285 Nm @ 2000              |           |           |           |           |
| Tracción                       | Delantera             | Delantera                  | Delantera                  | Delantera | Delantera | Delantera | Delantera |
| Transmisión                    | Manual, 5 velocidades | Manual, 5 velocidades      | Manual, 5 velocidades      |           |           |           |           |
| Peso                           | 1386 kg               | 1426 kg                    | 1586 kg                    |           |           |           |           |
| Aceleración 0–100 km/h         | 17.5 s                | 13.1 s                     | 11.5 s                     |           |           |           |           |
| Velocidad máxima               | 170 km/h              | 192 km/h                   | 205 km/h                   |           |           |           |           |
| Consumo combinado (L/100 km)   | 8.8                   | 8.7                        | 9.3                        |           |           |           |           |